# 大野 (伊丹市)
大野（おおの）は、兵庫県伊丹市の町名。現行の行政地名は大野一丁目から大野三丁目。住居表示は未実施(地番整理実施済み)。2011年（平成23年）10月1日現在の人口は3,508人。郵便番号664-0003。

## 地理
北を宝塚市山本野里、東を川西市久代、南を東野、西を荻野と接する。宝塚市山本野里との市境部分は境界が複雑に入り組んでいる。
隣接する宝塚市山本と同様に造園業が盛んな地域である。町内の全域が伊丹市立荻野小学校および荒牧中学校の校区に属する。

## 歴史
旧摂津国川辺郡山本村および平井村の新田として開拓された地域で、山本村大野新田（おおのしんでん）は1730年（享保15年）より本格的に開発が行われた。
1875年（明治8年）に山本村の一部となった後、1889年（明治22年）の町村制施行に伴い川辺郡長尾村の大字大野となる。長尾村は1955年（昭和30年）3月10日に全域が宝塚市へ編入合併されたが、3週間後の4月1日には南部の荒牧・鴻池・荻野・大野が宝塚市より伊丹市へ移譲された。1979年（昭和54年）、大字大野の全域で住居表示を実施し大野1〜3丁目とする。

### 地名の由来
新田の開発以前は昆陽野芝地（こやのしばち）と呼ばれる草刈り場であったと言われ、広大な原野が広がる地形に由来する命名かとされる。

## 交通
兵庫県道332号線が町内を縦断しており、伊丹市バス大野停留所の付近で県道333号線と合流する。
町内に鉄道は通っていない。近接する鉄道駅はJR西日本福知山線の北伊丹駅や阪急宝塚線の山本駅など。

## 施設
- 伊丹市立おぎの幼稚園 - 荻野小学校（荻野2丁目）と道路を挟んだ向かい。
- 伊丹市共同利用施設大野センター
- 伊丹大野郵便局
- 陸上自衛隊山本宿舎 - 敷地の大半は宝塚市山本野里2丁目。
- 正観寺伊丹別院